# Samuel Tai
Samuel Tai (chino: 邰正宵, pinyin: Tai Zhengxiao) (nacido el 6 de noviembre de 1966, Hong Kong) es un cantante y compositor taiwanés. Samuel Tai también es conocido como el "Príncipe de Roses" o "The Prince" de la canción. Actualmente vive en Taipéi, pero también obtiene residencia en otros países como en Hong Kong y China continental. Famoso por su buena apariencia, talento vocal y composición, Samuel inició su carrera en 1988 y luego lanzó su primer álbum debut en solitario titulado "Good Boys" (理想 男孩) en 1990. En 1993, escribió una canción titulado "999 Roses" (九百 九 拾 九朵 玫瑰), que resultó ser un gran éxito. Sus canciones más conocidas incluyen como:  Thousand Origami Cranes (千纸鹤), 1001 Nights(一千零一夜[2]) y Let You Hear My Heart Beating (心要让你听见), entre otros. Ha lanzado posteriormente 30 álbumes, durante su trayectoria artística. Su dedicación y amor por la música, le hizo continuar, componer y cantar sus propios temas musicales escritas y compuestas por el mismo. Su último álbum, "In the Beginning", fue lanzado el 31 de agosto de 2012.

## Discografía
- Ideal boy (理想男孩 1990年3月 UFO Records (Taiwán) Co Ltd. (飞碟唱片) 国语）
- Devoted to You (痴心的我 1990年8月 UFO Records (Taiwán) Co Ltd. (飞碟唱片) 国语）
- Cheer for me (为我喝采 1992年8月 UFO Records (Taiwán) Co Ltd. (飞碟唱片) 国语）
- Find a word to replace (找一个字代替年9月 Linfair Records Ltd (福茂唱片) 国语）
- Thousand origami cranes (千紙鶴（1994年6月 Linfair Records Ltd (福茂唱片) 国语）
- Feel so lonely when thinking of you(想你想得好孤寂（《千纸鹤》香港版）（1994年7月 Linfair Records Ltd (福茂唱片) 国语）
- Lonely every night (夜夜寂寞 1994年9月 Cinepoly Record.Co.Ltd (新艺宝唱片) 国语/粤语 EP）
- Onward and upward (步步高陞 1995年4月 Cinepoly Record.Co.Ltd (新艺宝唱片) 国语 EP）
- Soul too deep(用情太深 1995年5月 Cinepoly Record.Co.Ltd (新艺宝唱片) 粤语）
- 1001 Nights (一千零一夜1995年9月 Linfair Records Ltd (福茂唱片) 国语）
- Let you listen to my heart (love in action)  (心要让你听见（1995年12月 Linfair Records Ltd (福茂唱片) 国语/粤语 EP）
- Love reset to Zero (爱归零（台湾版）1996年5月 Linfair Records Ltd (福茂唱片) 国语）
- Love reset to Zero (爱归零（香港版）1996年5月 Linfair Records Ltd (福茂唱片) 国语）
- You Are So Vain（You_Are_So_Vain1996年9月 Linfair Records Ltd (福茂唱片) 英语）
- Moonlight Ocean Dream (月光 海洋 夢 1996年11月 Cinepoly Record.Co.Ltd (新艺宝唱片) 粤语）
- Prisoner (俘虜 1997年4月 Linfair Records Ltd (福茂唱片) 国语）
- Pearl of the Orient-new millennium (东方之珠新纪元（1997年7月 Cinepoly Record.Co.Ltd (新艺宝唱片) 国语/粤语 新曲+精选）
- Acacia and confused (相思如麻 1998年5月 Linfair Records Ltd (福茂唱片) 国语）
- Wait a hundred years again(再等一百年 2000年12月7日 Skyhigh Entertainment Co., Ltd (擎天娱乐) 国语）
- The Lucky One (幸运儿 2003年7月 步升音乐 国语）
- On both sides (两边（内地版）（2003年9月24日 Rock Records Co., Ltd. (滚石唱片) 国语）
- This world is in countdown (这世界已正在倒数 2004年8月31日 Siloam Music 国语 福音EP）
- Everlasting love (千古不变的爱 2004年12月 Siloam Music 国语 福音专辑）
- The shell in blue color (蓝色贝壳 2006年6月2日 Dorian International Entertainment Co.Ltd (多利安唱片) 国语/粤语）
- I do not deserve (我不配 2007年12月14日 Universal Music Group (环球唱片) 国语）
- Source of Love (源來是愛  源来是爱2008年12月4日 Linfair Records Ltd (福茂唱片) 国语 新曲+精选）
- Beyond the highest heaven (九霄云外（2009年10月12日 Universal Music Ltd (环球音乐) 国语）
- Eight Extraordinary Meridians (奇經八脈（2010年12月3日 Universal Music Ltd (环球音乐) 国语）
- Love Songs (情歌一首首（2011年9月30日 Asia Muse Entertainment Group.Ltd (亚神音乐) 粤语）
- In the Beginning (起初（2012年8月31日 Asia Muse Entertainment Group.Ltd (亚神音乐) 国语）

### Compilaciones
- Nomad (烈火青春 1988年8月 UFO Records (Taiwán) Co Ltd. (飞碟唱片) 国语 合辑）
- Seven wolves (七匹狼1989年3月 UFO Records (Taiwán) Co Ltd. (飞碟唱片) 国语 电影原声带/合辑）
- Rekindle love (重燃爱恋 1994年12月 Linfair Records Ltd (福茂唱片)/Cinepoly Record.Co.Ltd (新艺宝唱片) 国语/粤语 精选集）
- Lost and Found (失物招領 2002年10月30日 Linfair Records Ltd (福茂唱片) 国语 精选系列）
- On both sides of the new songs + Featured (两边（台湾版）（2004年1月6日 Rock Records Co., Ltd. (滚石唱片) 国语 新曲+精选）
- Mandarin Classic Songs (國語真經典（2005年1月27日 Universal Music Group (环球唱片) 国语 精选系列）

## Funciones desempeñados en cine y televisión
- 1989 - seven wolves (played little Tai)
- 1989 - seven wolves (played little Tai, the memories of the long-haired and camels)
- 2003 - source to love (played  Ka Kit)
- 2005 - Ping Pong (cameo, played a physician)
- not shown yet - the break-up professional (cameo, played a singer)